# Valfroicourt
Valfroicourt là một xã ở tỉnh Vosges, vùng Grand Est, Pháp. Xã này có diện tích 13,8 km² dân số năm 1999 là 258 người. Xã này nằm ở khu vực có độ cao trung bình 310 m trên mực nước biển.
Người dân địa phương danh xưng tiếng Pháp là Valféricurtiens.

## Biến động dân số
| 1962                                         | 1968 | 1975 | 1982 | 1990 | 1999 |
| -------------------------------------------- | ---- | ---- | ---- | ---- | ---- |
| 256                                          | 278  | 236  | 244  | 257  | 258  |
| Số liệu từ năm 1962: Dân số không tính trùng |      |      |      |      |      |